# ألفرد وايت (سياسي)
ألفرد وايت (بالإنجليزية: Alfred White)‏ هو سياسي أسترالي، ولد في 2 فبراير 1902 في ملبورن في أستراليا، وتوفي في 31 أغسطس 1987 في هوبارت في أستراليا. حزبياً، نشط في حزب العمال الأسترالي. وقد انتخب عضو مجلس نواب تسمانيا عن دائرة دنيسون ‏ (13 ديسمبر 1941 – 27 يناير 1959).